# MIKUNOPOLIS in Los Angeles
MIKUNOPOLIS in Los Angeles（ミクノポリス・イン・ロサンゼルス）は、クリプトン・フューチャー・メディアのバーチャルシンガー「初音ミク」の関連イベントである。2011年7月1日から4日かけてアメリカ合衆国カリフォルニア州ロサンゼルス市のロサンゼルス・コンベンション・センターにおいてアニメ・エキスポ2011（AX2011）の一環として催された。
このイベントのハイライトとして『はじめまして、初音ミクです　Happy to meet you! I'm HATSUNE MIKU』と題した、ミクの単独ライブコンサートがノキアシアターで開催された。
ゲストとしてミクと同じクリプトン社のバーチャルシンガーである鏡音リン、鏡音レン、巡音ルカが登場する。

## ライブコンサート

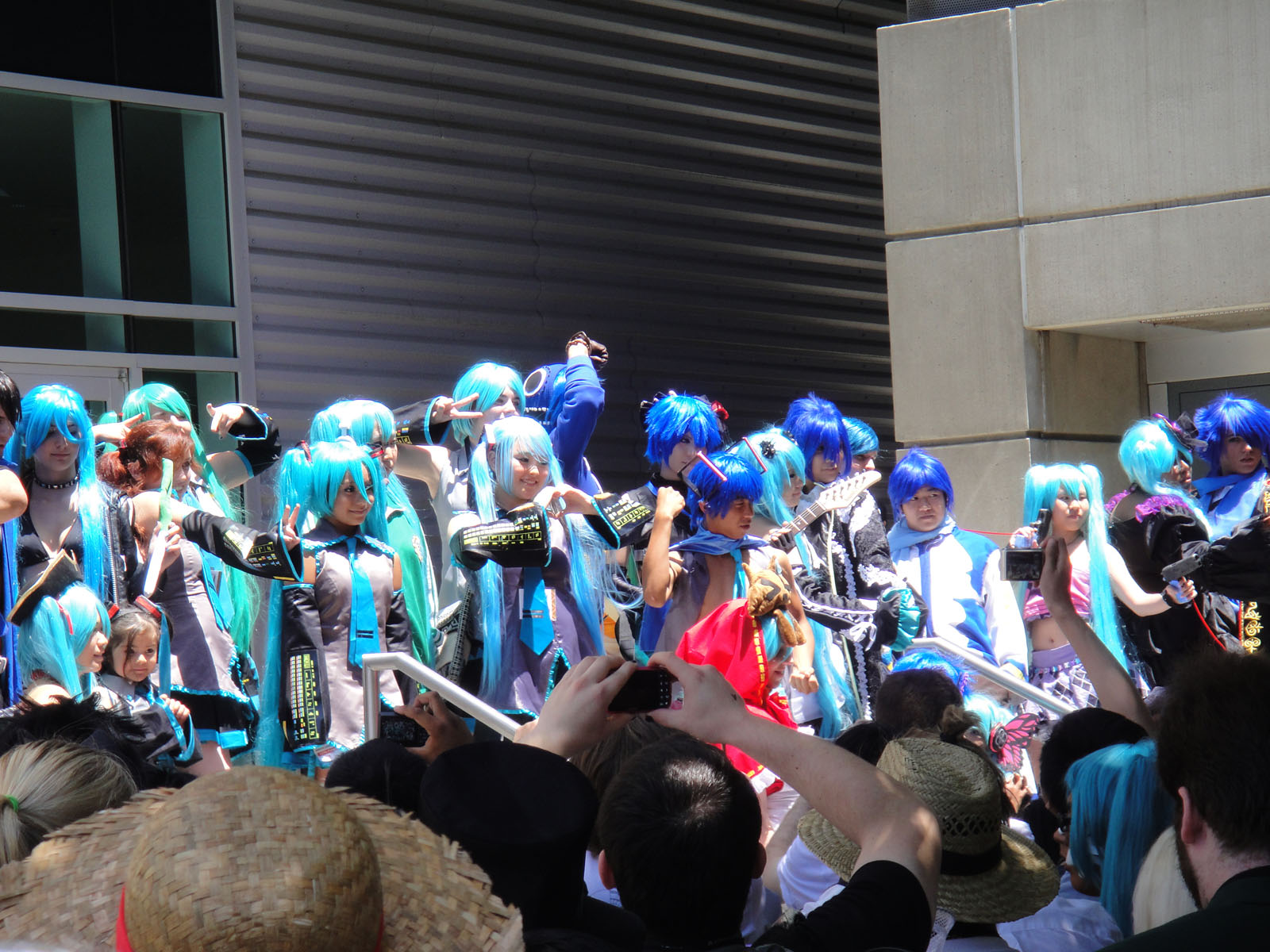
アニメ・エキスポには多くの初音ミクのコスプレイヤーたちが集まった。男性バーチャルシンガーKAITOのコスプレイヤーたちも登場した。

2011年7月2日に開催された『はじめまして、初音ミクです　Happy to meet you! I'm HATSUNE MIKU』は、バーチャルシンガーである初音ミクの日本国外初の単独ライブコンサートで、AX2011の公式イベントという事もあり、ロサンゼルス・コンベンション・センター近隣のノキアシアターが会場となった。

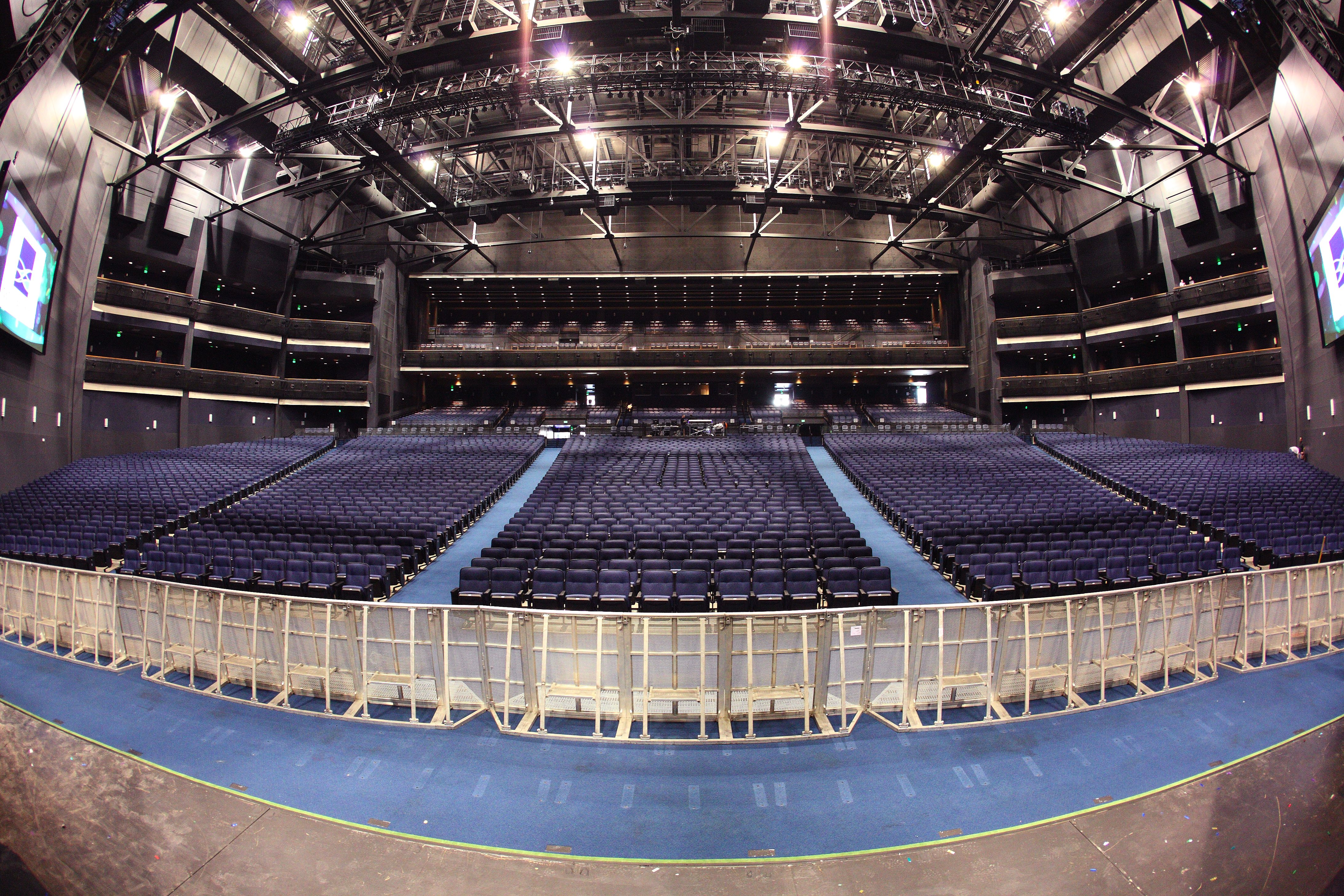
MIKUNOPOLIS in Los Angelesのライブコンサートが開催されたノキアシアターの内部

バーチャルシンガーたちは、透過式スクリーンに3Dで映し出されることから、スクリーン上の映像視認性が悪い劇場の端に位置する席のチケットは販売しなたかったため、収容人数約7100席のうち5158席が埋まった。
オープニングアクトは、「ダンスロイド」のいとくとらと愛川こずえ、MCはダニー・チューが務めた。生演奏はバンドのThe 39's（The Thanks）が担当した。

## セットリスト
|    | 曲名                             | アーティスト（ボカロP） | feat.             |
| -- | -------------------------------- | ----------------------- | ----------------- |
| 1  | Project Diva desu.               | うたたP                 | 初音ミク          |
| 2  | ワールドイズマイン               | Ryo                     | 初音ミク          |
| 3  | えれくとりっく・えんじぇぅ       | ヤスオ                  | 初音ミク          |
| 4  | 恋スルVOC@LOID                   | OSTER project           | 初音ミク          |
| 5  | クローバー♣クラブ                | ゆうゆ                  | 初音ミク          |
| 6  | ぽっぴっぽー                     | ラマーズP               | 初音ミク          |
| 7  | ロミオとシンデレラ               | doriko                  | 初音ミク          |
| 8  | 裏表ラバーズ                     | wowaka                  | 初音ミク          |
| 9  | パズル                           | クワガタp               | 初音ミク          |
| 10 | voice                            | ラヴリーp               | 初音ミク          |
| 11 | 1/6 -out of the gravity-         | ぼーかりおどp           | 初音ミク          |
| 12 | moon                             | iroha(sasaki)           | 初音ミク          |
| 13 | 初音ミクの消失                   | cosmo@暴走p             | 初音ミク          |
| 14 | 右肩の蝶                         | のりp                   | 鏡音レン          |
| 15 | 炉心融解                         | iroha(sasaki)           | 鏡音リン          |
| 16 | Just Be Friends                  | Dixie Flatline          | 巡音ルカ          |
| 17 | ワールズエンド・ダンスホール     | wowaka                  | 初音ミク&巡音ルカ |
| 18 | from y to y                      | ジミーサムP             | 初音ミク          |
| 19 | サイハテ                         | 小林オニキス            | 初音ミク          |
| 20 | ファインダー(dslr remix-re:edit) | kz                      | 初音ミク          |
| 21 | SPiCa                            | 阿部尚徳                | 初音ミク          |
| 22 | 愛言葉*                          | DECO*27                 | 初音ミク          |
| 23 | StargazeR*                       | 骨盤p                   | 初音ミク          |
| 24 | ハジメテノオト*                  | マロ                    | 初音ミク          |

*アンコール曲

セットリスト参照：アップルミュージック

## ライブストリーミング
ライブコンサートの様子は、ニコニコ生放送で有料生中継された。

## 物販
アニメ・エキスポの物品販売会場に設けられたMIKUNOPOLISのブースでは、MIKUNOPOLIS公式パンフレット、ねんどろいど 初音ミク 応援ver.、特製うちわ、そしてミク、リン、レンのラバーストラップなどが販売された。同ブースでは、wowaka、ハチ、南方研究所のタスクなどのボーカロイドクリエイターたちがサイン会を実施した。

## DVDやBlu-rayなど
ライブCDは2011年11月30日、DVDとBlu-rayは同年12月21日にセガから発売された。ジャケットデザインは英字新聞風のデザインで、歌詞ブックレットが封入されており、DVDとBlu-rayには特典としてメイキングやリハーサル風景の映像が収録された。

## テレビ
2012年5月20日、NHK BSプレミアムにおいてコンサートの模様が放映された。
2025年4月19日に『新プロジェクトX〜挑戦者たち〜』で放映された「情熱の連鎖が生んだ音楽革命 〜初音ミク 誕生秘話〜」において、初音ミクを生み出したクリプトン・フューチャー・メディア、初音ミクの第一弾製品のエンジン「VOCALOID2」の開発元であるヤマハの制作の物語の過程で、ミクが制作者の「想像してないところまで広がった」場としてMIKUNOPOLIS in Los Angelesが登場した。